# Hassan Aldaghim
 (février 2025).
 (février 2025).
Hassan Daghim est le porte-parole du comité préparatoire de la Conférence du dialogue national syrien[Quand ?]. Il est un chercheur et écrivain syrien spécialisé dans les questions des groupes islamistes. Il a travaillé comme prédicateur et enseignant de l'éducation islamique. Il a fondé un organe d'orientation pour la sensibilisation et l'encadrement au sein de l'Armée syrienne libre et a également été membre du conseil des sages du Conseil islamique syrien. Il a écrit de nombreux articles traitant des groupes islamistes et s'est fait connaître par ses critiques envers les groupes jihadistes extrémistes, les accusant d'entraver la révolution syrienne.

## Biographie
Hassan Daghim est né dans le gouvernorat d'Idlib[Quand ?]. Il a obtenu un diplôme en sciences islamiques de l'université de Damas, ainsi que des diplômes en jurisprudence comparée et en fondements de la religion.
Il a occupé précédemment le poste de responsable de l'orientation politique au sein de l'« Armée nationale syrienne »[Quand ?] et était connu pour ses positions opposées à « Hayat Tahrir al-Cham ». Cependant, avec le temps, ses positions ont évolué, et un rapprochement avec ce groupe a été observé, suscitant des interrogations sur ce changement de position. En 2018, il a fait l'objet d'une vive controverse après son apparition dans une interview sur la chaîne israélienne « i24 ». Certains l'ont critiqué pour cette intervention, mais il a affirmé qu'il n'était pas au courant que la chaîne était israélienne.
Hassan Daghim a été nommé membre du comité préparatoire de la Conférence du dialogue national syrien[Quand ?], visant à rassembler les différentes composantes de la société syrienne afin de parvenir à une vision commune pour l'avenir du pays. Le comité plaide pour la justice transitionnelle et la tenue des criminels responsables, tout en appelant à un dialogue national inclusif réunissant toutes les composantes de la société syrienne. Daghim continue à promouvoir la paix civile à travers la compréhension mutuelle et le rejet de la violence et de l'extrémisme.